# Liste der Naturdenkmale in der Stadt Lübeck
Die Liste der Naturdenkmale in der Stadt Lübeck enthält die Naturdenkmale der kreisfreien Stadt Lübeck in Schleswig-Holstein.

## Liste von 1996
Die bis 1996 aktualisierte Stadtverordnung aus dem Jahr 1980 enthält diese Naturdenkmale.
Link zu einem Kartenansichtstool (u. a. um Koordinaten zu setzen)

| Bild                                    | Bezeichnung                                                 | Ort | Lage                               | Beschreibung                                                                                         | Datum             | Nummer |
| --------------------------------------- | ----------------------------------------------------------- | --- | ---------------------------------- | --- | ----------------- | ------ |
| mehr Fotos \| Fotos hochladen           | 1 Silberlinde                                               | Innere Stadt Am Koberg vor der Kirche | (53° 52′ 16,5″ N, 10° 41′ 21,9″ O) | | 18. Dezember 1980 | 1      |
| mehr Fotos \| Fotos hochladen           | 1 Eiche                                                     | Innere Stadt Hof St.-Annen-Straße 4 | (53° 51′ 48,3″ N, 10° 41′ 19,2″ O) | (Anm. St.-Annen-Straße 4, Jenisch'sche Freischule – heute Carl-Friedrich-von-Rumohr Hotelfachschule) | 18. Dezember 1980 | 2      |
| Fotos hochladen                         | 1 Schwarznuss                                               | Innere Stadt Innenhof St.-Annen-Museum | (53° 51′ 45,6″ N, 10° 41′ 22″ O)   | | 18. Dezember 1980 | 3      |
| Fotos hochladen                         | 3 Sumpfzypressen                                            | Innere Stadt Wallanlagen Mühlenteich, nördlich gegenüber dem Kaisertor                                                                     | (53° 51′ 30,6″ N, 10° 41′ 16,7″ O) | | 18. Dezember 1980 | 4      |
| BW                                      | 1 Schwarzerle                                               | Innere Stadt Am Mühlenteich im Garten des Garten- und Friedhofamtes (Anm. privatisiert; heute Zahnarztpraxis)                              | (53° 51′ 36″ N, 10° 41′ 22,3″ O)   | (nach Auskunft der Stadt wurde dieser Baum gefällt)                                                  | 18. Dezember 1980 | 5      |
| Fotos hochladen                         | 1 Stieleiche                                                | Innere Stadt Wallanlagen bei der Seefahrtschule                                                                                            | (53° 51′ 29,3″ N, 10° 41′ 11,4″ O) | auch als Kaisereiche bezeichnet                                                                      | 18. Dezember 1980 | 6      |
| Fotos hochladen                         | 1 Fächerblattbaum                                           | Innere Stadt Wallanlagen nördlich vor dem Kaisertor                                                                                        | (53° 51′ 30,1″ N, 10° 41′ 16,2″ O) | | 18. Dezember 1980 | 7      |
| Direkt Bild zu diesem Denkmal hochladen | 1 Eiche                                                     | Innere Stadt Am Minigolfplatz, von der Wallstraße gesehen rechts                                                                           | ()                                 | (nach Auskunft der Stadt wurde dieser Baum gefällt)                                                  | 18. Dezember 1980 | 8      |
| Fotos hochladen                         | 1 Marone                                                    | Innere Stadt Grundstück Ecke Pferdemarkt / Kapitelstraße (ehemals Ofenhaus Nährig)                                                         | (53° 51′ 48,1″ N, 10° 41′ 7,2″ O)  | | 18. Dezember 1980 | 9      |
| Fotos hochladen                         | 3 Rotbuchen                                                 | St. Gertrud Eschenburgstraße 39/39a | (53° 53′ 10,4″ N, 10° 42′ 17,5″ O) | | 18. Dezember 1980 | 10     |
| Fotos hochladen                         | 17 Eichen                                                   | St. Gertrud | (53° 52′ 51,2″ N, 10° 41′ 45,6″ O) | Baumbestand des Jerusalemsberges, Jerusalemsberg / Ecke Konstinstraße                                | 18. Dezember 1980 | 11     |
| Fotos hochladen                         | 2 Linden                                                    | St. Gertrud | (53° 52′ 48,6″ N, 10° 41′ 44,2″ O) | Baumbestand des Jerusalemsberges, Jerusalemsberg / Ecke Konstinstraße                                | 18. Dezember 1980 | 11     |
| Fotos hochladen                         | 1 Rotbuche                                                  | St. Gertrud Jerusalemsberg 9, auf dem hinteren Teil hinter dem Hauptgebäude an der Oberkante des Abhanges                                  | (53° 52′ 54,4″ N, 10° 41′ 49,1″ O) | | 18. Dezember 1980 | 12     |
| Fotos hochladen                         | 2 Platanen                                                  | St. Gertrud Jerusalemsberg 7/8 im Vorgarten links vom Haus                                                                                 | (53° 52′ 51,5″ N, 10° 41′ 48,6″ O) | | 18. Dezember 1980 | 13     |
| Fotos hochladen                         | 1 Silberlinde                                               | St. Gertrud Eschenburgpark (Nähe Gebäude)                                                                                                  | (53° 52′ 48,8″ N, 10° 41′ 41,2″ O) | | 18. Dezember 1980 | 14     |
| Fotos hochladen                         | 1 Fächerblattbaum                                           | St. Gertrud Eschenburgpark | (53° 52′ 50,6″ N, 10° 41′ 40,9″ O) | | 18. Dezember 1980 | 15     |
| BW                                      | 1 echter Tulpenbaum                                         | St. Gertrud Eschenburgpark | (53° 52′ 47,4″ N, 10° 41′ 42,8″ O) | | 18. Dezember 1980 | 16     |
| BW                                      | 1 Platane                                                   | St. Gertrud Am Burgfeld 3 im Vorgarten | (53° 52′ 36,2″ N, 10° 41′ 42,2″ O) | | 18. Dezember 1980 | 17     |
| Fotos hochladen                         | 8 Stieleichen                                               | St. Gertrud hinter dem Gebäude der Nationalversicherung westlich der Jahnstraße                                                            | (53° 52′ 54″ N, 10° 42′ 1,7″ O)    | | 18. Dezember 1980 | 18     |
| Fotos hochladen                         | 1 Eiche                                                     | St. Gertrud Travemünder Allee 18, im Hintergarten des Martha-Rösing-Heims (2015 Tierarztpraxis)                                            | (53° 52′ 54″ N, 10° 42′ 9,3″ O)    | | 18. Dezember 1980 | 19     |
| Fotos hochladen                         | 1 Flügelnussgruppe                                          | St. Gertrud am großen Stadtparkteich | (53° 52′ 40,2″ N, 10° 42′ 13,3″ O) | | 18. Dezember 1980 | 20     |
| Fotos hochladen                         | 1 Schnurbaum                                                | St. Gertrud am Eingang zum Stadtpark von der Parkstraße her gesehen                                                                        | ()                                 | | 18. Dezember 1980 | 21     |
| Fotos hochladen                         | 1 Lärche                                                    | St. Gertrud auf dem Burgtorfriedhof in der Nähe der Kapelle                                                                                | (53° 53′ 6,5″ N, 10° 42′ 15,5″ O)  | | 18. Dezember 1980 | 22     |
| Fotos hochladen                         | 2 Blutbuchen                                                | St. Gertrud auf dem Burgtorfriedhof Süd-Ost-Seite                                                                                          | (53° 53′ 0,8″ N, 10° 42′ 13,5″ O)  | | 18. Dezember 1980 | 23     |
| mehr Fotos \| Fotos hochladen           | 6 Platanen                                                  | St. Gertrud Allgemeiner Gottesacker/Burgtorfriedhof zwischen Travemünder Allee und Eschenburgstraße                                        | (53° 53′ 3,1″ N, 10° 42′ 18,2″ O)  | | 18. Dezember 1980 | 24     |
| Fotos hochladen                         | 15 Stieleichen: 2 Eichen                                    | St. Gertrud Reichweinstraße 2 | (53° 53′ 1,6″ N, 10° 42′ 42,1″ O)  | | 18. Dezember 1980 | 25     |
| Fotos hochladen                         | 15 Stieleichen: 1 Eiche                                     | St. Gertrud Reichweinstraße 1 | (53° 53′ 0″ N, 10° 42′ 41,9″ O)    | | 18. Dezember 1980 | 25     |
| Fotos hochladen                         | 15 Stieleichen: 1 Eiche                                     | St. Gertrud Am Waldsaum 14 | (53° 53′ 4,6″ N, 10° 42′ 44,8″ O)  | | 18. Dezember 1980 | 25     |
| Fotos hochladen                         | 15 Stieleichen: 2 Eichen                                    | St. Gertrud Vor den Kleingärten / Ecke Waldsaum                                                                                            | (53° 53′ 4,7″ N, 10° 42′ 45,5″ O)  | | 18. Dezember 1980 | 25     |
| Fotos hochladen                         | 15 Stieleichen: 8 Eichen                                    | St. Gertrud Vor den Kleingärten / Ecke Waldsaum / Hafenbahn, nahe Volksfestplatz                                                           | (53° 53′ 6,6″ N, 10° 42′ 47,1″ O)  | | 18. Dezember 1980 | 25     |
| Direkt Bild zu diesem Denkmal hochladen | 15 Stieleichen: 1 Eiche                                     | St. Gertrud Ecke Parkplatz/Waldsaum | ()                                 | | 18. Dezember 1980 | 25     |
| Direkt Bild zu diesem Denkmal hochladen | 1 Rotbuche                                                  | St. Gertrud Roeckstraße 52a | ()                                 | | 18. Dezember 1980 | 26     |
| Fotos hochladen                         | 1 Eiche                                                     | St. Gertrud links der Burgtorbrücke aus Richtung Teller                                                                                    | (53° 52′ 30,1″ N, 10° 41′ 33,3″ O) | | 18. Dezember 1980 | 27     |
| Fotos hochladen                         | 1 Silberlinde                                               | St. Jürgen Kronsforder Allee 17, Ecke Brehmerstraße (heute Ärztehaus)                                                                      | (53° 51′ 21,2″ N, 10° 41′ 22,5″ O) | | 18. Dezember 1980 | 28     |
| BW                                      | 1 Rotbuche                                                  | St. Jürgen Gärtnergasse 7/Ecke Gartengang                                                                                                  | (53° 51′ 7″ N, 10° 42′ 14,7″ O)    | | 18. Dezember 1980 | 29     |
| Fotos hochladen                         | 2 Eiben                                                     | St. Lorenz Am alten Badesteig hinter dem Drägerwerk                                                                                        | (53° 51′ 22,7″ N, 10° 40′ 21,3″ O) | Drägerwerk, zwischen dem Grab von Heinrich Dräger und dem Dräger Forum                               | 18. Dezember 1980 | 30     |
| Fotos hochladen                         | 1 Fächerblattbaum                                           | St. Lorenz In der Anlage am Lindenplatz, hinter dem Kaiserdenkmal                                                                          | (53° 52′ 0,4″ N, 10° 40′ 25,1″ O)  | | 18. Dezember 1980 | 31     |
| Direkt Bild zu diesem Denkmal hochladen | Baumbestand im Hofgarten Strecknitz: 2 Lärchen              | Strecknitz | ()                                 | | 18. Dezember 1980 | 32     |
| Direkt Bild zu diesem Denkmal hochladen | Baumbestand im Hofgarten Strecknitz: 3 Kastanien            | Strecknitz | ()                                 | | 18. Dezember 1980 | 32     |
| Direkt Bild zu diesem Denkmal hochladen | Baumbestand im Hofgarten Strecknitz: 1 Walnuss              | Strecknitz | ()                                 | | 18. Dezember 1980 | 32     |
| Direkt Bild zu diesem Denkmal hochladen | Baumbestand im Hofgarten Strecknitz: 1 Linde                | Strecknitz | ()                                 | | 18. Dezember 1980 | 32     |
| Fotos hochladen                         | Baumbestand im Hofgarten Strecknitz: 6 Eichen               | Strecknitz | ()                                 | | 18. Dezember 1980 | 32     |
| Fotos hochladen                         | Baumbestand im Hofgarten Strecknitz: 1 Esche                | Strecknitz Am Teich | ()                                 | | 18. Dezember 1980 | 32     |
| Fotos hochladen                         | Baumbestand im Hofgarten Strecknitz: 2 Eichen               | Strecknitz Auf der Weide | (53° 50′ 1″ N, 10° 42′ 50,4″ O)    | | 18. Dezember 1980 | 32     |
| Direkt Bild zu diesem Denkmal hochladen | Baumbestand im Hofgarten Strecknitz: 4 Linden               | Strecknitz Auf der Weide | ()                                 | | 18. Dezember 1980 | 32     |
| Fotos hochladen                         | Baumbestand im Hofgarten Strecknitz: 5 Linden               | Strecknitz Auf der Weide | (53° 50′ 0,9″ N, 10° 42′ 46,3″ O)  | | 18. Dezember 1980 | 32     |
| Fotos hochladen                         | Lindenallee                                                 | Strecknitz Peter-Monnik-Weg | (53° 50′ 2,4″ N, 10° 42′ 46,8″ O)  | Winterlinden, 21 Linden rechts, 24 Linden links vom Herrenhaus                                       | 18. Dezember 1980 | 33     |
| Fotos hochladen                         | Gruppe von 8 Linden                                         | Israelsdorf An der Chaussee zur Herrenbrücke (ehemalige Herrenfähre) westlich vom Stau                                                     | (53° 53′ 53″ N, 10° 45′ 22,4″ O)   | 4 (ehemals 9) Winterlinden                                                                           | 18. Dezember 1980 | 34     |
| BW                                      | Neue Jahneiche                                              | Israelsdorf Lauerholz, südlich der Travemünder Allee                                                                                       | (53° 53′ 12″ N, 10° 45′ 30″ O)     | (Anm.: Findungskoordianten – da hier die Jahnsteine stehen)                                          | 18. Dezember 1980 | 35     |
| BW                                      | Gruppe von 6 Eichen                                         | Israelsdorf Nördlich des Schaustellerplatzes, im Kleingartengelände zwischen Rudolf-Groth-Kinderpark und Landschaftsschutzgebiet Lauerholz | (53° 53′ 10,1″ N, 10° 43′ 1,2″ O)  | 5 (ehemals 6) Stieleichen                                                                            | 18. Dezember 1980 | 36     |
| BW                                      | 1 kurzstielige Rotbuche                                     | Israelsdorf Lauerholz am Fuchsberg | (53° 52′ 36,3″ N, 10° 44′ 9,8″ O)  | | 18. Dezember 1980 | 37     |
| Fotos hochladen                         | Flatterulmengruppe (4 Bäume)                                | Israelsdorf Am Mägdebach (Medebek) hinter der Siedlung Karlshof                                                                            | (53° 53′ 48,2″ N, 10° 43′ 38,4″ O) | 2 von ehemals 4                                                                                      | 18. Dezember 1980 | 38     |
| BW                                      | 1 Eibe                                                      | Lübeck-Israelsdorf Buchenweg 2a | (53° 53′ 54,1″ N, 10° 44′ 15,6″ O) | | 18. Dezember 1980 | 39     |
| Fotos hochladen                         | Gruppe von 4 Buchen                                         | Israelsdorf Lauerholz, Lustholz an der Wegegabelung                                                                                        | (53° 54′ 13,4″ N, 10° 44′ 5,7″ O)  | 2 von ehemals 4; die anderen sind vermutlich zwischenzeitlich gefällt,                               | 18. Dezember 1980 | 40     |
| Fotos hochladen                         | 1 Buche (Henkelbuche)                                       | Israelsdorf Lauerholz im Lustholz, südwestlich vom Stern                                                                                   | (53° 54′ 10,7″ N, 10° 44′ 3,9″ O)  | | 18. Dezember 1980 | 41     |
| BW                                      | Kieferngruppe im großen Padelügger Gehölz (7 Kiefern)       | Schönböcken Padelügger Gehölz | (53° 51′ 11,4″ N, 10° 36′ 22,1″ O) | | 18. Dezember 1980 | 42     |
| Fotos hochladen                         | Eichen- und anschließende Lindenallee, 41 Eichen, 83 Linden | Schönböcken Straße nach Padelügge | (53° 51′ 15,7″ N, 10° 37′ 52,1″ O) | | 18. Dezember 1980 | 43     |
| Direkt Bild zu diesem Denkmal hochladen | 8 Eichen                                                    | Genin rechts an der Straße von der Lückbrauerei bis Genin hinter Grundstück Grube                                                          | ()                                 | | 18. Dezember 1980 | 44     |
| mehr Fotos \| Fotos hochladen           | 4 Eichen                                                    | Genin Auf dem Friedhof östlich der Kirche                                                                                                  | (53° 50′ 26,8″ N, 10° 39′ 1,9″ O)  | | 18. Dezember 1980 | 45     |
| BW                                      | 1 Linde                                                     | Niendorf / Moorgarten Stadtgut Niendorf, vor dem Denkmal der Begräbnisstätte                                                               | (53° 50′ 8,1″ N, 10° 36′ 20,7″ O)  | | 18. Dezember 1980 | 46     |
| Fotos hochladen                         | Gruppe von 4 Eiben                                          | Niendorf / Moorgarten Im Park des Stadtgutes Niendorf, hinter dem Herrenhaus                                                               | (53° 49′ 57″ N, 10° 36′ 19,3″ O)   | | 18. Dezember 1980 | 47     |
| Fotos hochladen                         | 1 Eiche                                                     | Niendorf / Moorgarten Im Park des Stadtgutes Niendorf, beim Apfelspeicher (ehemalige Kapelle)                                              | (53° 49′ 58″ N, 10° 36′ 21,7″ O)   | | 18. Dezember 1980 | 48     |
| Fotos hochladen                         | 3 Eichen                                                    | Niendorf / Moorgarten Auf dem Schulgrundstück in Niendorf                                                                                  | (53° 49′ 56,4″ N, 10° 36′ 35,1″ O) | 1 Eiche an der Straße, 2 Eichen vor dem Gebäude                                                      | 18. Dezember 1980 | 49     |
| Fotos hochladen                         | 1 Eiche                                                     | Niendorf / Moorgarten Niendorfer Hauptstraße 13                                                                                            | (53° 49′ 59,4″ N, 10° 36′ 39,2″ O) | | 18. Dezember 1980 | 50     |
| Fotos hochladen                         | 3 Eichen                                                    | Niendorf / Moorgarten Niendorfer Hauptstraße 11                                                                                            | (53° 50′ 0,1″ N, 10° 36′ 41,1″ O)  | Stieleichen                                                                                          | 18. Dezember 1980 | 51     |
| Fotos hochladen                         | 1 Eiche                                                     | Niendorf / Moorgarten Niendorfer Hauptstraße 15                                                                                            | (53° 49′ 58,8″ N, 10° 36′ 37,4″ O) | Stieleiche                                                                                           | 18. Dezember 1980 | 52     |
| Fotos hochladen                         | 1 Eiche                                                     | Reecke vor dem ehemaligen Spritzenhaus in Reecke gegenüber dem Schulhaus (hinter dem Kriegerdenkmal)                                       | (53° 49′ 56,7″ N, 10° 34′ 26,3″ O) | Stieleiche                                                                                           | 18. Dezember 1980 | 53     |
| Fotos hochladen                         | 1 Dorflinde                                                 | Niederbüssau An der Wegegabelung in Niederbüssau, Dorfplatzdreieck                                                                         | (53° 49′ 12,9″ N, 10° 38′ 7″ O)    | Winterlinde                                                                                          | 18. Dezember 1980 | 54     |
| Fotos hochladen                         | 1 Bergahorn                                                 | Niederbüssau Stegelkoppel Nr. 5 | (53° 49′ 11,4″ N, 10° 38′ 4,4″ O)  | | 18. Dezember 1980 | 55     |
| Direkt Bild zu diesem Denkmal hochladen | Gruppe von 3 Buchen                                         | Krummesse Vogelsang, nördlich von Krummesse                                                                                                | ()                                 | | 18. Dezember 1980 | 56     |
| Fotos hochladen                         | Edeltannengruppe und 1 pinienartige Kiefer                  | Beidendorf | (53° 47′ 51,7″ N, 10° 40′ 9,5″ O)  | Edeltannengruppe                                                                                     | 18. Dezember 1980 | 57     |
| Fotos hochladen                         | Edeltannengruppe und 1 pinienartige Kiefer                  | Beidendorf Im Scheidebusch zwischen Wulfsdorf und Beidendorf                                                                               | (53° 47′ 57,1″ N, 10° 40′ 23,9″ O) | pinienartige Kiefer                                                                                  | 18. Dezember 1980 | 57     |
| Fotos hochladen                         | Lindenallee, (34 Bäume)                                     | Krempelsdorf Fackenburger Allee, vor dem Herrenhaus Krempelsdorf                                                                           | (53° 52′ 47,5″ N, 10° 39′ 32,1″ O) | | 18. Dezember 1980 | 58     |
| Fotos hochladen                         | 1 Eiche                                                     | Krempelsdorf Frühere Landwirtschaftsschule Dornbreite                                                                                      | (53° 52′ 51,2″ N, 10° 39′ 18,2″ O) | | 18. Dezember 1980 | 59     |
| Direkt Bild zu diesem Denkmal hochladen | 1 Bergulme                                                  | Travemünde Am Leuchtturmwärterhaus | ()                                 | | 18. Dezember 1980 | 60     |
| Fotos hochladen                         | 1 Linde                                                     | Travemünde An der Biegung der Marktstraße vor dem Hause Jahrmarktstraße 8                                                                  | (53° 57′ 23,5″ N, 10° 51′ 55″ O)   | | 18. Dezember 1980 | 61     |
| mehr Fotos \| Fotos hochladen           | Mövenstein (Findling)                                       | Travemünde In der Ostsee an der nördlichen Grenze der Seebadeanstalt                                                                       | (53° 58′ 29,5″ N, 10° 53′ 2,6″ O)  | Findling Mövenstein                                                                                  | 18. Dezember 1980 | 62     |
| BW                                      | 1 Edelkastanie                                              | St. Jürgen Herderstraße 7–9 | (53° 51′ 17,1″ N, 10° 41′ 43,1″ O) | | 22. August 1984   | 63     |
| Fotos hochladen                         | 1 Eibe                                                      | St. Jürgen Stresemannstr. 22 | (53° 51′ 21″ N, 10° 41′ 30,2″ O)   | | 22. August 1984   | 64     |
| Direkt Bild zu diesem Denkmal hochladen | 1 Rotbuche                                                  | Strecknitz III. Fischerbuden | ()                                 | | 25. Juli 1996     | 65     |

## Weitere Naturdenkmale
Nachfolgende Naturdenkmale stehen nicht in der referenzierten Liste.
Link zu einem Kartenansichtstool (u. a. um Koordinaten zu setzen)

| Bild            | Bezeichnung            | Ort                                                                 | Lage                               | Beschreibung               | Datum                                    | Nummer |
| --------------- | ---------------------- | ------------------------------------------------------------------- | ---------------------------------- | -------------------------- | ---------------------------------------- | ------ |
| BW              | Binnendüne Blankensee  | Blankensee                                                          | (53° 48′ 8,1″ N, 10° 43′ 15,8″ O)  | flächenhaftes Naturdenkmal | 15. August 1988                          |        |
| BW              | Alte Stecknitz         | Genin                                                               | (53° 50′ 23,3″ N, 10° 38′ 45,9″ O) | flächenhaftes Naturdenkmal | 2. Dezember 1991                         |        |
| BW              | Teutendorfer Moorteich | Teutendorf                                                          | (53° 57′ 26,1″ N, 10° 49′ 36,5″ O) | flächenhaftes Naturdenkmal | 2. Dezember 1991                         |        |
| Fotos hochladen | Nachtkoppel            | Vorwerk                                                             | (53° 54′ 4,8″ N, 10° 41′ 28,9″ O)  | flächenhaftes Naturdenkmal | 16. Dezember 1997                        |        |
| Fotos hochladen | 1 Platane              | St. Gertrud am Eingang zum Stadtpark von der Parkstraße her gesehen | (53° 52′ 48″ N, 10° 42′ 2,5″ O)    |                            | als Naturdenkmal gekennzeichnet gefunden |        |

## Ehemalige Naturdenkmale
Neben den oben in der Liste mit Stand ab 1980 als nach den Erfassungsstichtagen als abgängig markierten Naturdenkmalen sind weitere ehemalige Naturdenkmale überliefert, die bereits 1980 nicht mehr vorhanden waren.
- Israelsdorfer Eiche

## Belege und Anmerkungen
1. 1 2 3 4 5 6 7 8 9 10 11 12 13 14 15 16 17 18 19 20 21 22 23 24 25 26 27 28 29 30 31 32 33 34 35 36 37 38 39 40 41 42 43 44 45 46 47 48 49 50 51 52 53 54 55 56 57 58 59 60 61 62 63 64 65 66 67 68 69 70 71 72 73 74 75 76 77 78  Hilpert: Stadtverordnung über Naturdenkmale vom 18.12.1980 in der Fassung vom 25.07.1996. (PDF; 47 kB) 25. Juli 1996, abgerufen am 26. Mai 2024.
2. ↑  Die Lage einiger Bäume ist aus dem Weblink zu erahnen. Leider ist die Darstellung zu ungenau, deshalb wird dort auf eine genaue Lagebezeichnung verzichtet.
3. 1 2 3 4  Vorhandene (flächenhafte) Naturdenkmale in Erläuterungen zum Landschaftsrahmenplan für den Planungsraum II – Kreis Ostholstein und Hansestadt Lübeck, S. 163 (PDF; 1,4 MB)

- Karte mit allen Koordinaten:
- OSM |
- WikiMap